# Cecina
Cecina là một đô thị có khoảng 27.000 dân ở tỉnh Livorno trong vùng Toscana của Ý. Đô thị này có cự ly khoảng 80 km về phía tây nam của Firenze và khoảng 30 km về phía đông nam của Livorno. 

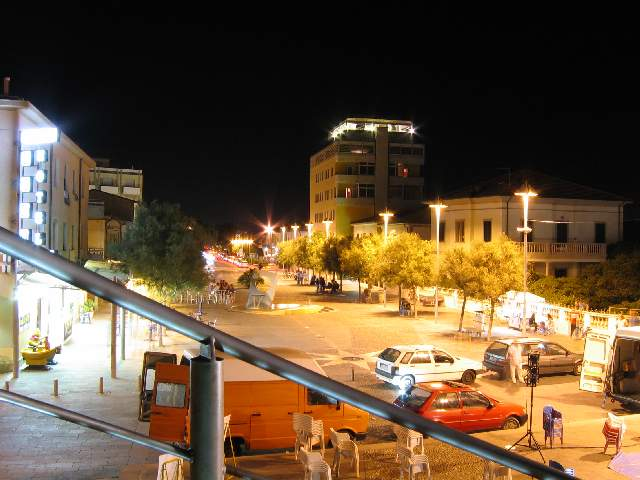
Cảnh về đêm của Cecina.

Cecina giáp các đô thị: Bibbona, Casale Marittimo, Castellina Marittima, Guardistallo, Montescudaio, Riparbella, Rosignano Marittimo.
Cecina hiện nay được lập năm 1852 nhưng hoàn toàn bị phá hủy trong đệ nhị thế chiến.

## Đô thị kết nghĩa
- Gilching, Đức, từ năm 1989
- Sagunto, Tây Ban Nha
- Sin-le-Noble, Pháp